# Zyxomma multinervorum
Zyxomma multinervorum là loài chuồn chuồn trong họ Libellulidae. Loài này được Carpenter mô tả khoa học đầu tiên năm 1897.